# Dno oceaniczne

Formy ukształtowania dna oceanicznego

Dno oceaniczne – część skorupy ziemskiej pokryta wodami oceanów. Dno oceanów obejmuje fragmenty bloków kontynentalnych oraz dno właściwych zbiorników oceanicznych. Obszary szelfu i stoku kontynentalnego geologicznie są częścią kontynentu, jako że są zbudowane ze skorupy kontynentalnej. Obszary basenów oceanicznych, rowów oceanicznych i grzbietów śródoceanicznych mają skorupę typu oceanicznego i tworzą właściwe dno oceanu.
Eustatyczne zmiany poziomu oceanów sprawiają, że szelf kontynentalny bywał w historii Ziemi odsłonięty (np. podczas zlodowaceń) lub przykryty wodami, jak ma to miejsce obecnie.

## Formy ukształtowania dna

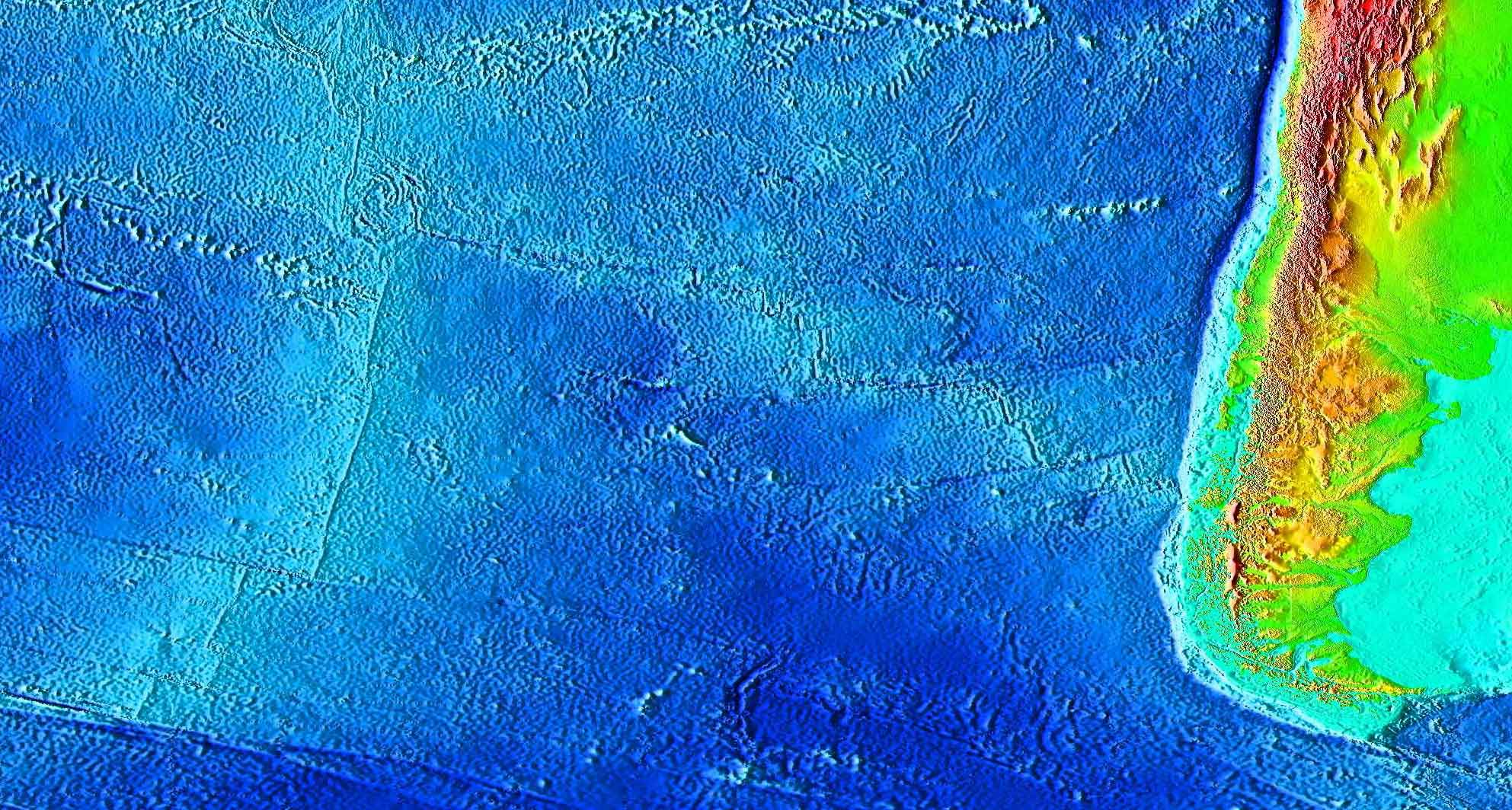
Topografia dna oceanicznego w pobliżu południowego krańca Ameryki Południowej; widoczne są grzbiety śródoceaniczne: po lewej stronie Grzbiet Wschodniopacyficzny, w centrum Grzbiet Chilijski, oraz krawędzie rozciągające się mniej więcej prostopadle do grzbietów; u wybrzeży kontynentu wyróżnia się głęboki Rów Atakamski i podmorski Grzbiet Juan Fernandez, widoczny jest wąski szelf po stronie pacyficznej i szeroki po stronie atlantyckiej

Przy pasywnych krawędziach kontynentów można wyróżnić:
- szelf kontynentalny – fragmenty bloków kontynentalnych, zbudowane ze skorupy kontynentalnej oraz osadów morskich, sięgające zazwyczaj do 200 m głębokości, gdzie kończą się gwałtownym załomem,
- stok kontynentalny (skłon kontynentalny) – stromy odcinek dna, łączący szelf z właściwym zbiornikiem oceanicznymi,
- podnóże kontynentalne (wyniesienie kontynentalne) – słabo nachylony obszar pomiędzy stokiem a równiną abisalną,

Przy aktywnych krawędziach kontynentów stok przechodzi czasem bezpośrednio w:
- rów oceaniczny – głęboka forma dna, sięgają od 7000 do 11 000 m głębokości, długie na 300–5000 km, szerokie na 30–100 km, związana ze strefą subdukcji,

Na dnie właściwego zbiornika oceanicznego wyróżnia się:
- basen oceaniczny – rozległe, nieckowate obniżenie dna położone na głębokości 4000 do 6000 m p.p.m., zajmują aż 72% powierzchni oceanów,
- równina abisalna – płaski obszar dna oceanu, pozbawiony wyróżniających się elementów topografii,
- grzbiet śródoceaniczny – system wzniesień dna oceanicznego, tworzący podwodny łańcuch gór wulkanicznych o łącznej długości ok. 60 000 km. Oś grzbietu wskazuje położenie strefy spreadingu dna oceanicznego, gdzie płyty oceaniczne są tworzone i rozsuwają się, a lawa bazaltowa wydostaje się na zewnątrz. Grzbiety wznoszą się na 2000 do 3000 m ponad dna basenów oceanicznych, niekiedy nawet ponad powierzchnię oceanu (takim miejscem jest Islandia);
- oceaniczna strefa spękań – struktura linijna rozciągająca się prostopadle do osi grzbietu, stanowiąca nieaktywną pozostałość po uskoku transformującym; może mieć setki, a nawet tysiące kilometrów,
- góra podwodna, gujot – góra o płasko ściętym wierzchołku,
- grzbiet podmorski – podłużne wyniesienie lub łańcuch górski, niezwiązany ze strefą spreadingu.

Wyspy na oceanie są różnego pochodzenia. Mogą je tworzyć wynurzone szczyty gór podmorskich, wulkanów czynnych lub wygasłego, rafy koralowe wyrosłe na zanurzonych górach, a rzadziej części grzbietu śródoceanicznego. Wyspy mogą stanowić też część kontynentu (wyspa kontynentalna), oddzieloną przez względnie płytkie cieśniny, bądź mikrokontynent – fragment skorupy kontynentalnej nie będący częścią większego kontynentu.

## Status prawny dna oceanicznego
Patrz hasło Obszar (dno mórz i oceanów).